# Lvbel C5
Lvbel C5, pseudonimo di Süleyman Burak Bodur (Sakarya, 20 aprile 2001), è un rapper turco.

## Biografia
Lvbel C5 si è fatto conoscere con i brani di successo 10 numara e Hong Kong (2021), il primo dei quali ha segnato la sua prima entrata nella top ten della neonata Turkey Songs. Yallah (2022), in collaborazione con Montiego e Batuflex, è diventato il suo primo ingresso nella top five della classifica.
Nel marzo 2022 è avvenuta la pubblicazione del suo album in studio d'esordio, C5Mode, che ha collocato tre tracce nella top 20 nazionale, tra cui Gelmezsen gelme sul podio.
Gaz pedal (2023), in collaborazione con Arem Ozguc e Arman Aydin, è rimasto al vertice della classifica turca di Billboard per due settimane consecutive. Nel giugno 2023 viene reso disponibile per il consumo il secondo LP, dal titolo Baba; il disco contiene la traccia Baba, arrivata al 9º posto nella graduatoria nazionale. È stato impegnato con una tournée musicale il mese seguente.
Nella prima metà del 2024 ha ottenuto una seconda entrata al numero uno con la hit Doğuştan beri haklıyım (TMM), rimasta in vetta per sei settimane consecutive. Nel giugno 2024 ha conseguito la sua terza numero uno in classifica per mezzo di Sezen Aksu, brano contenuto nell'EP d'esordio #1.
Nel gennaio 2025 è ritornato sulle scene musicali con Havhavhav, terzo brano del rapper a esordire direttamente in cima alla hit parade anatolica; lo stesso ha poi mantenuto la medesima posizione per una seconda settimana e ha fatto l'ingresso nella Digital Singles Chart della IFPI Greece.

## Discografia

### Album in studio
- 2022 – C5Mode
- 2023 – Baba
- 2025 – Sözde ki̇mseler sevmi̇yor

### Album di remix
- 2022 – C5Mode (Slowed + Reverb)

### EP
- 2024 – #1

### Singoli
- 2019 – Drop
- 2019 – ATM (con Batuflex)
- 2020 – F30 (con UMK)
- 2020 – Çevir
- 2020 – Zor
- 2020 – Hani
- 2021 – Aynen öyle
- 2021 – Andale
- 2021 – Dans
- 2021 – Ralli (con Batuflex)
- 2021 – 10 numara
- 2021 – Hong Kong (con Batuflex)
- 2022 – Yallah (con Montiego e Batuflex)
- 2022 – Paranoya (con Batuflex)
- 2022 – 200 milyar
- 2022 – Olsun
- 2022 – Sevmiş gibi (con Eftalya Yağcı)
- 2022 – Movie
- 2022 – İnatla
- 2022 – NKBİ x Yapamam
- 2023 – Dacia
- 2023 – Gaz pedal (con Arem Ozguc e Arman Aydin)
- 2023 – Lets Go Party (con Gambi)
- 2023 – Bana gönder! (con RAF Camora)
- 2023 – Jet baba (con Cakal)
- 2024 – Doğuştan beri hakliyim (TMM)
- 2024 – Shot
- 2024 – Yıldızlar şahit aşkıma
- 2024 – Pistola (con Ashafar)
- 2024 – Submariner (con Akdo)
- 2024 – Behzat ç (con Akdo)
- 2024 – Yetmedi (con Akdo)
- 2024 – Tempo (con Akdo)
- 2024 – Kasa orijinal (con gli Arem Ozguc e Arman Aydin)
- 2024 – Prenses
- 2024 – Daş (con Murda)
- 2024 – Benle misin?
- 2025 – Havhavhav
- 2025 – Kahpe (con Akdo e Alizade)
- 2025 – Ha ha ha ha (con Akdo)
- 2025 – İstemem! (con Arta e Koorosh)
- 2025 – Dubaiiiiii (con Akdo)
- 2025 – Tak tak tak